# Alin Petru Zaharia
Alin Petru Zaharia (23 marzo 1991) è un canottiere italiano.

## Biografia
È nato in Romania. È residente a Torino. Con la nazionale italiana ha vinto la medaglia d'oro ai Campionati del mondo di canottaggio di Chungju 2013 nell'otto pesi leggeri.

## Palmarès
- Campionati del mondo di canottaggio

Chungju 2013: oro nell'otto pesi leggeri.
- Campionati europei di canottaggio

Varese 2012: oro nel 4 senza pesi leggeri